# Heinz Heubner
Heinz Heubner (* 6. März 1908 in Leipzig; † 27. Januar 1995 in Werl) war ein deutscher Klassischer Philologe und Gymnasiallehrer.

## Leben
Heinz Heubner war der Sohn des Handelskammersekretärs Paul Leonhard Heubner (* 1874) und seiner Frau Franziska geb. Boele. Aufgrund mehrmaliger Versetzung seines Vaters zog die Familie 1909 nach Schweidnitz und 1913 nach Chemnitz, wo Heubner von 1914 bis 1918 die 1. Höhere Knabenschule und von 1918 bis 1927 das Staatsgymnasium besuchte. Anschließend studierte Heubner Klassische Philologie und Germanistik an den Universitäten in München (Sommersemester 1927–Sommersemester 1928, Wintersemester 1929/30), Berlin (Wintersemester 1928/29), Bonn (Sommersemester 1929) und Leipzig (Sommersemester 1930–Wintersemester 1931/32). Zum Wintersemester 1930/31 wurde er Mitglied des Leipziger Philologischen Seminars, das damals Friedrich Klingner und Alfred Körte leiteten. 1935 wurde Heubner mit einer Dissertation über Tacitus zum Dr. phil. promoviert.
Nach Staatsexamen und Promotion arbeitete Heubner als Studienassessor. 1942 wurde er zum Zweiten Weltkrieg eingezogen. Nach seiner Rückkehr aus der amerikanischen Kriegsgefangenschaft unterrichtete Heubner zunächst bei der Missionsgesellschaft vom Heiligen Geist in Menden (Sauerland). 1951 wechselte er als Studienrat (später Oberstudienrat) an das Marien-Gymnasium Werl. Neben dem Unterricht arbeitete er an einem Kommentar zu den Historien des Tacitus, der von 1963 bis 1982 in fünf Bänden erschien. Von 1965 bis 1969 ließ er sich beurlauben, um seine wissenschaftlichen Studien ungehindert durchführen zu können. 1970 trat er in den Ruhestand.
Heubners Leistungen für die Tacitus-Forschung würdigten die Universität Basel durch die Verleihung der philosophischen Ehrendoktorwürde (1983) und das Land Nordrhein-Westfalen durch die Verleihung des Professorentitels (1984).

## Schriften (Auswahl)
- Heinz Heubner: Studien zur Darstellungskunst des Tacitus, Triltsch, Würzburg 1935, DNB 573787581 (Dissertation Uni Leipzig, Philosophische Fakultät, 1935, 48 Seiten).
- Aristophanes: Die Frösche. Stuttgart 1951 (Reclams Universal-Bibliothek 1154/1155)

- Heinz Heubner, Wolfgang Fauth: P. Cornelius Tacitus. Die Historien, Buch 1–5. Kommentar. 5 Bände, Winter, Heidelberg 1963–1982: Band 1, 1963 DNB 456981160, Band 2,  DNB 456981179, Band 3, 1972, ISBN 3-533-0221-2 / ISBN 3-533-02213-4, Band 4, 1976, ISBN 3-533-02492-X, Band 5, 1982, ISBN 3-533-03028-8.
- Heinz Heubner: Kommentar zum Agricola des Tacitus. Vandenhoeck und Ruprecht, Göttingen 1984. ISBN 3-525-25744-9.
- P. Cornelii Taciti libri qui supersunt. T. 2, Fasc. 1: Historiarum libri. Stuttgart 1978
- P. Cornelii Taciti libri qui supersunt. T. 1: Ab excessu divi Augusti. Stuttgart 1983. Editio correctior 1994
- P. Cornelii Taciti libri qui supersunt. T. 2, Fasc. 4: Dialogus de oratoribus. Stuttgart 1983
- Kommentar zum Agricola des Tacitus . Göttingen 1984

Herausgeberschaft
- Rudolf Güngerich: Kommentar zum Dialogus des Tacitus. Göttingen 1980